# Gau de Mecklenburg
El Gau de Mecklenburg (Gau Mecklenburg), anomenat fins al 1937 Gau de Mecklenburg-Lübeck (Gau Mecklenburg-Lübeck), va ser una divisió administrativa de l'Alemanya nazi de 1933 a 1945 als estats lliures de Mecklenburg-Schwerin i Mecklenburg-Strelitz. Abans d'això, de 1925 a 1933, era la subdivisió regional del partit nazi en aquesta zona.
El sistema nazi de Gau (en plural Gaue) va ser establert originalment en una conferència del partit, el 22 de maig de 1926, per tal de millorar l'administració de l'estructura del partit. A partir de 1933, després de la presa de poder nazi, els Gaue va reemplaçar cada vegada més als estats alemanys com a subdivisions administratives a Alemanya.
Al capdavant de cada Gau es va situar un Gauleiter, una posició cada vegada més poderosa, especialment després de l'esclat de la Segona Guerra Mundial, amb poca interferència des de dalt. El Gauleiter local freqüentment ocupava càrrecs governamentals i de partit, i s'encarregava, entre altres coses, de la propaganda i la vigilància i, a partir de setembre de 1944, el Volkssturm i la defensa de la Gau.
La posició de Gauleiter a Main-Francònia va ser ocupada per Friedrich Hildebrandt durant l'existència tota l'existència del Gau, interrompuda només per una suspensió de vuit mesos de 1930 a 1931. Hildebrandt va ser sentenciat a mort per un tribunal militar i executat per crims de guerra el 1948

## Gauleiter
- 1925-1930: Friedrich Hildebrandt
- 1930-1931: Herbert Albrecht
- 1931-1945: Friedrich Hildebrandt